# Agentes atordoantes
Comumente chamados de anti-motim, agentes de atordoamento são agentes químicos utilizados como agente anti-distúrbios contra manifestantes ou população civil, é utilizado também como agente de controle em operações militares. Os agentes de atordoamento são substancias que na maioria apresentam-se como agentes de estado físico variados, apresentando cor branca ou simplesmente sem cor em grande parte, são na maioria agentes muito voláteis que emitem fumos ou vapores atordoantes, como o Bromopicrina, Cloropicrina, Acroleína e Dimetilaminacloroetano. São conhecidos como agentes não tóxicos e com uma ação de duração curta, mas bastante atordoante. Os agentes atordoantes estão separados em agentes que causam vomito, irritação e lacrimação. Os agentes de vomito são agentes que possuem um núcleo de Arsênio, mas não são tóxicos, porem, causam fortes náuseas, ânsias de vomito e confusões. Os agentes irritantes são na maioria não tóxicos, agem causando intensa e severa irritação na pele, olhos e etc, a dor é causada pela interação do agente com a Bradicinina. Os agentes lacrimatórios não são tóxicos e agem tirando a visão normal ou incapacitando a pessoa de abrir os olhos por meio da hidrólise do agente com a água presente nos olhos produzindo algum tipo de ácido, estes agentes são pouco utilizados pela sua ação de apenas incapacitação da visão, agentes Lacrimatórios são mais fracos que os Irritantes e por isso são separados. Agentes sanguíneos quando inalados também causam irritação, mas causa cansaço imediato, convulsões, tosses violentas, dificuldade para respirar com sufocamento em imediato com algumas inspirações e coceira nos pulmões e produção excessiva de fluidos. Agentes vesicantes causam bolhas mais rapidamente e uma imediata e muito dolorosa picada na região atingida em contato com a pele, pode-se identificar a diferença de um agente Vesicante para um agente atordoante é uma maior dor nos olhos, seguida de picadas, espasmos das pálpebras e cegueira permanente rápida, agentes vesicantes possuem cheiro agradável de temperos, principalmente de Alho. Em geral os agentes atordoantes são como agentes sanguíneos, vesicantes e nervosos, diferenciando apenas com uma potencia centenas de vezes menores e com toxicidade muito baixa sem prejudicar sua ação atordoante..

## Propriedades físicas em geral
São na maioria cristais de cor variada, mas que na maioria se apresentam na cor branca ou sem cor, possuem um ponto de fusão de baixo para moderado, possuem um ponto de ebulição alto e geram a sua decomposição, são agentes voláteis que emitem fumos irritantes, esta propriedade é utilizada em munições pirotécnicas e similares, são na maioria insolúveis em água e parte tende a reagir com ela, são quase insolúveis em álcoois e tendem a tomar forma de um solvente ácido, algo bastante utilizado contra manifestantes pelas policias e forças militares, um exemplo comum é misturar CS com água e Propileno glicol e utilizando a mistura como spray. Em geral são substancias que podem estar relacionadas a agentes neurotóxicos, vesicantes e sanguíneos, mas que possuem uma ação muito mais fraca em comparação a agentes como Mostarda de enxofre, Fosgênio, Cloro gasoso, Sarin, Tricloreto de fosforila, Cianeto de hidrogênio e etc.

## Proteção
A proteção contra esta série não é difícil, comumente já basta uma mascara de gás com um traje longo e fechado, já se encontra trajes bons para a proteção a partir de 15 reais. Coloca-se um agente absorvente como Carvão ativado no filtro da mascara, Não utilizar trajes de proteção a fio, pois os gases de ação atordoante tendem a penetrar de forma rápida e implacável sobre a fibra, sempre utilize polímeros sintéticos, mas que não sejam a fio, o material do traje tende ser um plástico inerte geralmente a 100% de polietileno de alta densidade laminado. Os melhores trajes de proteção são da Dupont. Utiliza-se então traje de Nível A ou B contra estes agentes. A proteção utilizada por manifestantes é bem comum, geralmente utilizando algum tipo comum de mascará, podendo já ser as indicadas para poeira e serragem ou por mais rudimentares como um bico de garrafa pet com  preenchida com algodão por dentro. O processo de síntese a seguir mostra o quão simples pode ser feito uma mascara para proteção respiratória. Neste modelo utiliza-se pequenos galões com volume de 5 litros, utilizando uma tesoura para o corte com menos de 5 centímetros menor que o tamanho da face ou rosto, o filtro também é bem rudimentar, bastando ser apenas um pano de algodão, linho ou algum orgânico. Outro modelo é feito uma proteção respiratória bastante simples. O processo indica primeiro o uso de uma garrafa de 2 Litros com o menor número de curvas possíveis para ser cortada em extremidades de 8X33 cm, logo depois se coloca cola no recorte (comumente cola de madeira) para colocar algodão ou algo similar a estofado com intuito de não deixar escapes para entrada e saída do ar respirado, logo depois introduza a cola na parte interior do gargalo para depois ser colocado filtro de mascara clinica servindo como tampa, pegue um grampeador e um elástico e grampeie o elástico a gosto para que a máscara não caia. Casacos compridos e grossos (Jaquetas de couro, plástico ou sintético sem fio) seguidos por camadas de camisolas, camisas, moletons e em geral comuns, calças jeans com outras calças por baixo, comumente a calça é jeans, mas recomenda-se o uso de calças não absorventes e sem fio.

## Descontaminação
São decompostos e neutralizados em soluções causticas, utilizar hipoclorito não é uma das melhores ideias já que alguns possuem radical cianeto que quando entram em contato com ácido hipocloroso formam Cloreto de cianogênio. Manifestantes utilizam um galão de bebedouro cheio de água e colocam as granadas com agentes químicos e depois as tampam o que é o mais certo a se fazer, colocar soluções causticas melhoram esta tática. Quando achar que entrou em contato com estes agentes, saia correndo da área e abra os braços para retirar o agente da roupa e pele, a terra possui alcalinidade, jogue terra na roupa para neutralizar o agente, não é recomendado jogar na área corporal, deve-se lavar a área atingida (tanto no corpo quanto local ou ambiente) com substancias alcalinas fracas como Carbonato de sódio, Bicarbonato de sódio, Hidróxido de zinco, Hidróxido de alumínio, Hidróxido de ferro, Óxido de ferro e Óxido de alumínio. Uma mistura utilizada para descontaminação é utilizar lama não contaminada, pois ela possui alcalinidade e compostos básicos como o Dióxido de silício. Locais contaminados por estes agentes devem ser abertos e todo local deve ser lavado com substancias fortemente alcalinas como Hidróxido de sódio, tubos que os continham devem ser lavados com mistura oxidante como Permanganato ou Cloratos, ou sobre forte de aquecimento com soluções de Hipoclorito de sódio com posterior lavagem em água corrente, ou por uma mistura chamada solução Piranha (Mistura de 1 mol de Peróxido de hidrogênio 1%~99% com 1 mol de Ácido sulfúrico 90%~99%)  e depois lavado em água corrente. Para retirar crostas nos recipientes de vidro utilizados no laboratório deve-se utilizar uma solução de Ácido sulfúrico com Peróxido de hidrogênio, esta mistura é chamada de solução piranha e deve ser feita longe de fontes de combustão, luz e calor.

## Sintomas de exposição
Os sintomas mais comuns dos agentes irritantes são irritações nos olhos, no trato respiratório, vermelhidão nos olhos, sensação de sufocamento, crise de espirro, lacrimejamento, dificuldade para respirar, mal estar (comumente é por exposição a agentes de incitação ao vômito), sensação de queimadura e irritação na pele que podem durar por algum tempo como minutos, segundos, horas ou dias. Agentes incapacitantes causam perda dos movimentos quando a pessoa entra em contato, eles não causam irritação, ânsia de vômito ou algo do tipo, são relacionados aos agentes neurotóxicos de ação por afinidade aos receptores da Acetilcolina. Agentes de incitação ao vomito causam náuseas rapidamente depois da exposição ao gás, agentes lacrimatórios causam lacrimação nos olhos o que impede de abri-los, não causam muita coisa, além disso, não são considerados agentes irritantes e sim lacrimejantes.
- Sintomas mais comuns em geral

Espirros, coceira nasal, dor de cabeça, irritação na pele, sensação de queimação no local atingido, tontura, náuseas, desorientação, tosse, calor, inchaço na região do contato, produção excessiva de lágrimas. A arritmia cardíaca, convulsão, pânico e crises pulmonares são sintomas ocasionados pela primeira exposição do agente, problemas genéticos ou traumas.

## Tratamento
O tratamento mais comum contra agentes irritantes é lavar o local exposto com Carbonato de sódio diluído em água filtrada, a melhor maneira de tratar a pele exposta é lavar também com água e carbonato de sódio, e depois passar Calamina ou uma mistura de Carbonato de zinco com Silicato de zinco, Carbonato de zinco hidratado e óxido de zinco. Contra reações alérgicas injeta-se um agente que inibe a ação da Histamina, comumente é Cloridrato de difenidramina. O tratamento contra agentes de incitação ao vomito é muito caro e praticamente os efeitos passarão antes mesmo de conseguir o material, se depois de 30 minutos os efeitos como náusea e vomito persistirem ou pelo menos não diminuírem procure um médico. O tratamento contra agentes lacrimatórios é comumente lavar os olhos com uma solução de carbonato ou bicarbonato de sódio diluído em água filtrada e destilada, os olhos devem ser lavados cuidadosamente e de forma limpa para não ocasionar em infecções, logo que os olhos são descontaminados, se aplica antibióticos para a prevenção de infecções. A inalação do agente pela boca deve ser logo administrada solução antiácida, tomar Ácido acético (Vinagre) não ajuda e pode até piorar, pois pode formar Acetila halogenada. Os efeitos da exposição em geral a esta classe de agentes em condições normais de campo, geralmente são auto-limitantes e não requerem terapia específica ou tratamento. A maioria desaparecerá em 15 a 30 minutos depois da exposição, embora eritema, feridas, inchaços e outros machucados possam persistir por uma hora ou mais. Possíveis complicações que ocorrem apenas em circunstâncias excepcionais, como exposição a uma quantidade muito grande de agente (como em um espaço fechado), exposição em condições climáticas adversas ou problemas genéticos, traumas e outros. O uso normal desses agentes comumente é na concentração variada. Menos de 1% das pessoas expostas terão efeitos graves ou prolongados o suficiente para fazer com que eles busquem cuidados médicos. Aqueles que provavelmente terão queixas oculares, de via aérea ou de pele raramente terão problemas permanentes por altas doses. Como não há antídoto para a maioria desses agentes, o tratamento consiste em gerenciamento sintomático. Agentes atordoantes podem exacerbar doenças crônicas nos pulmões e desmascarar a doença latente nele. Broncoespasmo com sibilância (chiados pulmonares) e dificuldade leve continuando horas após a exposição pode ocorrer em um problema asmático latente, mas não permanente, a exposição de pessoas com problemas respiratórios aumentam as crises respiratórias, como a asmatica. Podem ocorrer efeitos mais severos e dificuldades respiratórias com bronquite crônica ou enfisema. O gerenciamento inclui administração de oxigênio hospitalar, (com ventilação assistida, se necessário), broncodilatadores se houver broncoespasmo e antibióticos específicos ditados pelos resultados dos estudos de escarro (Catarro), se o escarro for amarelado ou esverdeado, com cheiro putrido a incidência de infecção no trato respiratório, principalmente pela garganta, se o escarro é cor de ferrugem, provavelmente o paciente possuia pneumonia e o agente a agravaram. Um especialista no tratamento da lesão por inalação deve ser consultado cedo. Estudos em animais e dados humanos muito limitados indicam que os efeitos máximos ocorrem 12 horas após a exposição, as feridas causadas se não agravarem em média de uma para duas horas não é necessario tratamento especifico,  a pele umida e molhada tende a potencializar muito o agravamento de eritemas, feridas e formação com tempo de vesiculas e bolhas, este tipo de exposição é mais grave e menos propensos a resolver rapidamente. Pode exigir o uso de compostos calmantes, como calamina, cânfora e cremes mentolados. As vesículas pequenas devem ser deixadas intactas, mas as maiores não devem ser furadas ou estouradas e sim drenadas. Este tipo de exposição necessita de muito mais cuidados para não contrair infecções.

## Disseminação
Em geral são disseminados por explosivos, granadas pirotécnicas, aquecedores, pulverizadores, umidificadores e são dissolvidos em solventes como clorometano, diclorometano, Cloroetano, Etanol, Isopropanol, butano, Isobutano, gás de cozinha, isobutileno, Isobuteno, Pentano, Hexanos e outras misturas de Hidrocarbonetos, em operações militares se utiliza em solventes como Clorofórmio, Éter etílico, Propileno glicol, Etanal, Metanal e em parte se adiciona junto o ácido fórmico ou outro tipo de ácido como o clorídrico pela sua alta volatilidade. Utilizam-se dutos de ar ou correntes de ar para uma rápida e maior disseminação dos agentes. Agentes atordoantes são bastante utilizados por forças militares para dispersar multidões ou motins, os mais utilizados para finalidade de agentes irritantes são o Cloroacetofenona (CN) o-clorobenzalmalononitrilo (CS), Bromobenzilcianeto (BBC), Cloroacetona (CA), Dicloroacetona (DCA) e Bromoacetona (BA). Como agentes nauseantes os mais utilizados são Difenilcloroarsina (DA) e Adamsite (DM). Mistura CNS, uma mistura de 38,4% de Cloropicrina, 23% Cloroacetofenona e 38,4% Clorofórmio, tal mistura origina um liquido com ponto de fusão de 2 para 5 graus Celsius, com precipitação a 2 graus Celsius e um cheiro similar ao mata mosca Flypaper, uma mistura de agente lacrimatório CH e CR para formar um liquido vaporoso de ação irritante e urticante, uma mistura de Trioctolfosfite e agente CS com uma proporção de 1% de Trioctolfosfite e 99% CS, uma mistura de Tetracloreto de estanho com Cloroacetona e Dicloroacetona, mistura CNB, uma mistura de 10% Cloroacetofenona, 45% Benzeno, 45% Tetracloreto de carbono, uma mistura de 30% Cloroacetofenona e 70% Clorofórmio, mistura CND, uma mistura de Cloroacetofenona e Dicloreto de etileno racêmico, C3NSA, uma mistura de 20% Cloroacetofenona, 20% O-clorobenzelideno malononitrilo, 30% Cloroacetona, 30% Solventes voláteis, C2NO, uma mistura de 30% óleoserrina de capsaicina, 30% Cloroacetofenona e 40% em Gás de cozinha, B2T2C, uma mistura de 30% Bromobenzilcianêto com 20% Brometo de xilila, 13% Brometo de xilileno, 34,5% Etilbromoacetato, os 2,5% é de PS ou BrPS, estes devem ser apenas adicionados quando for para dispersar o agente. Como agentes lacrimatórios utilizam-se pequenas concentrações dos agentes irritantes. Os agentes irritantes mais potentes utilizados são Cloropicrina e Bromopicrina, possuindo ação nauseante e incapacitante.

## Agentes químicos principais pertencentes a esta categoria
- Bromobenzil Cianeto
- Cloroacetofenona
- Cloroacetona
- o-Clorobenzelidenomalononitrilo
- DIIMINA[63]
- Dibenzoxazepina
- Adamsite
- Difenilcloroarsina
- Cloropicrina
- Acroleína

- Trifenilarsina

- Anidro acético
- Cloreto de propenoílo
- Bromoacetona
- Brometo de benzila
- Benzotricloreto (Irritante incapacitante)
- DIMMINA
- Cloreto de benzila
- Dicloreto de benzila
- IBC
- Clorobrometo de benzila (CBB)
- Dicloroacetona
- Bromoacetofenona
- o-Bromobenzelidenomalononitrilo
- Perfluoroisobuteno
- 3-Cloropentano-2,4-diona
- Cloreto de acriloíla
- Cloroformato de clorometila
- Ácido clorossulfúrico
- Iodoacetona
- Nonivamida
- Hexafluoreto de tungstênio
- Brometo de xililo (T-stoff, XBM)
- Brometo de xilileno (XBMO)
- N-etilcarbazol
- N-Metilcarbazol
- Bromoacetato de etilo
- Iodoacetato de etilo
- Cloroacetato de etilo
- Metilcloroformato
- Etilcloroformato
- Clorobrometo de tionila
- Cloreto de benzoíla
- Brometo de benzoíla